# Municipio de Credit River
El municipio de Credit River (en inglés: Credit River Township) es un municipio ubicado en el condado de Scott en el estado estadounidense de Minnesota. En el año 2010 tenía una población de 5096 habitantes y una densidad poblacional de 82,77 personas por km².

## Geografía
El municipio de Credit River se encuentra ubicado en las coordenadas 44°40′16″N 93°21′39″O / 44.67111, -93.36083. Según la Oficina del Censo de los Estados Unidos, el municipio tiene una superficie total de 61.57 km², de la cual 60,53 km² corresponden a tierra firme y (1,69 %) 1,04 km² es agua.

## Demografía
Según el censo de 2010, había 5096 personas residiendo en el municipio de Credit River. La densidad de población era de 82,77 hab./km². De los 5096 habitantes, el municipio de Credit River estaba compuesto por el 96,76 % blancos, el 0,51 % eran afroamericanos, el 0,29 % eran amerindios, el 1,18 % eran asiáticos, el 0,26 % eran de otras razas y el 1 % eran de una mezcla de razas. Del total de la población el 0,63 % eran hispanos o latinos de cualquier raza.